# Mesoleius tolmachevi
Mesoleius tolmachevi là một loài tò vò trong họ Ichneumonidae.